# Amazon Game Studios Orange County
Amazon Game Studios Orange County, tot 2014 bekend als Double Helix Games, is een Amerikaans computerspelontwikkelaar die ontstond in 2007 door het samenvoegen van twee bedrijven, The Collective en Shiny Entertainment. De studio werd overgenomen door Amazon.com op 5 februari 2014.

## Ontwikkelde spellen
| Jaar | Titel                                 | Platforms                        |
| ---- | ------------------------------------- | -------------------------------- |
| 2008 | Silent Hill: Homecoming               | PS3, pc, Xbox One                |
| 2009 | G.I. Joe: The Rise of Cobra           | PS2, PS3, PSP, Wii, Xbox 360     |
| 2010 | Front Mission Evolved                 | PS3, pc, Xbox 360                |
| 2011 | Green Lantern: Rise of the Manhunters | PS3, Wii, Xbox 360               |
| 2012 | Battleship                            | PS3, Wii, Xbox 360               |
| 2013 | Killer Instinct                       | Xbox One                         |
| 2014 | Strider                               | PS3, PS4, pc, Xbox 360, Xbox One |
| 2014 | UFOs love COWs                        | Android                          |